# Агафон (папа римский)
Агафо́н (лат. Agatho PP., греч. ̓Αγάθων, церк.-слав. Агаѳѡ́нъ; втор. пол. VI в. / перв. пол. VII в. — 10 января 681 г.) — папа римский с 27 июня 678 года по 10 января 681 года. В его понтификат был проведён Латеранский собор 679—680 гг., по решениям которого монофелитство на латинском западе было окончательно осуждено, после чего VI Вселенский собор 681 года объявил это учение еретическим. Помимо этого, в его понтификат была преодолена Римско-Равеннская схизма (666—680 гг.), а также восстановлен в своём епископском достоинстве Вильфрид Йоркский, который был лишён кафедры по указу короля Эгфрита Нортумбрского и содействовавшего ему архиепископа Феодора Кентерберийского.

## Ранние годы
Точная дата рождения Агафона неизвестна. Существует несколько предполагаемых датировок его рождения и версий происхождения:
1. Согласно первой версии, он родился примерно во второй половине VI века[1], а после смерти родителей или супруги (сведения о которых разнятся) отправился в монастырь святого Ермия, располагавшийся на Сицилии, в городе Палермо. В качестве подтверждения этой точки зрения традиционно приводят письма папы Григория I к аббату указанного монастыря Урбику[2], которого тот просит принять некоего Агафона с «добродушием и любовью». Существует скульптурное изображение папы Агафона, расположенное в Палермо, на площади возле собора в честь Успения Девы Марии, постамент которого упоминает эту версию происхождения будущего понтифика. В случае достоверности этой версии, на момент восшествия на римскую кафедру Агафону было около 100 лет, что при средней продолжительности жизни того периода представляется крайне маловероятным (хотя история знает другого понтифика-долгожителя Адриана I, прожившего 95 лет).
2. Согласно второй версии, Агафон был выходцем с Сицилии (родившимся в первой половине VII века), который оказался в Риме в период понтификата папы Домна I (676—678 гг.) и занимал при нём должность аркария (казначея) Римской Церкви, сохранив её за собой и после восшествия на папский престол[К 2]. О наибольшей достоверности этой точки зрения говорят сохранившиеся в сборнике документов папской канцелярии (Regesta Pontificum Romanorum[англ.])[3] упоминания о деятельности как самого Агафона, так его предшественника (Домна I) и преемника (Льва II), в понтификаты которых были начаты или завершены некоторые строительные проекты указанного папы. Также упоминание этой версии встречается в сборниках жизнеописаний святых Acta Sanctorum[4] и Liber Pontificalis[5]. В связи с тем, что этот вариант происхождения встречается в большинстве существующих письменных источников и их переработок, его следует признать наиболее достоверным.

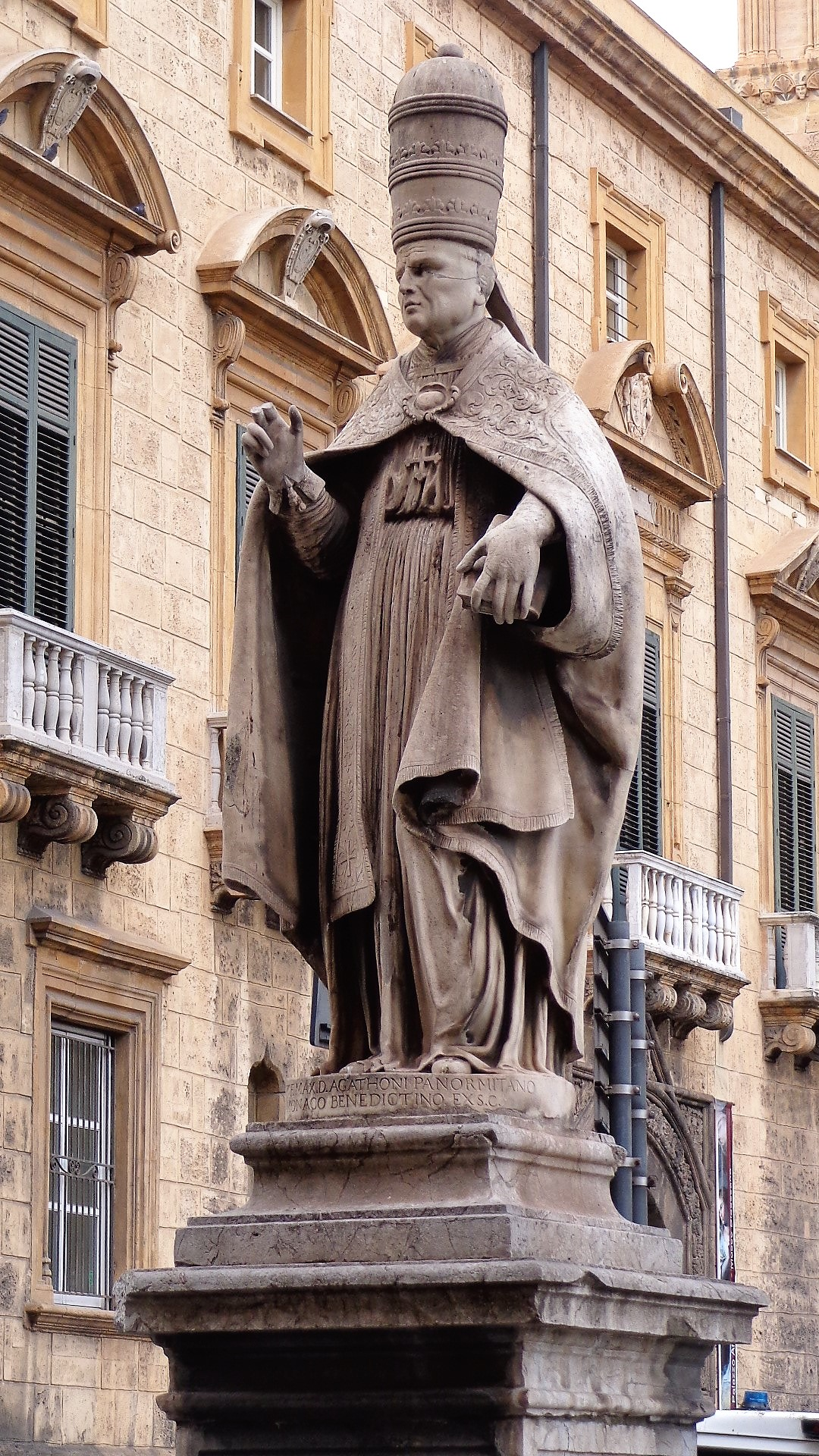
Скульптурное изображение папы Агафона. Площадь возле собора в честь Успения Девы Марии (Палермо, Сицилия).

И в том, и в другом случае основным местом рождения Агафона принято считать Сицилию. При этом его имя указывает на то, что его предки были либо представителями местного этноса, подвергнутого эллинизации, либо этническими греками, переселившимися туда после реконкисты императора Юстиниана I.

## Деятельность в период понтификата

### Административные решения
Будучи избранным на римскую кафедру после смерти папы Домна I (почившего 11 апреля 678 г.), Агафон был возведён в папское достоинство не позднее 27 июня 678 года, о чём свидетельствует его письменное обращение к императору Константину IV (правившего с 668 по 685 гг.) о снижении подати, которую Римская Церковь должна была платить империи за подтверждение законности избрания пап.
В августе 678 года Константин IV присылает в Рим письмо, с просьбой прислать папских представителей на собор в Константинополь, для изложения точки зрения Римской Церкви о вероучительных истинах Христианской Церкви (в рамках монофелитских споров), что стало поводом для созыва Латеранского собора 679 года.
За период своего понтификата Агафон рукоположил 10 священников, 3 дьякона, а также участвовал в хиротониях 18 епископов. Помимо этого, за период его понтификата были начаты работы по ремонту целого ряда храмов и монастырей, завершившиеся при его преемниках папах Льве II и Бенедикте II.

### Созыв Латеранского собора 679—680 года
В октябре 679 года в Риме созывается Латеранский собор, на котором обсуждались различные вопросы как вероучительного, так и церковно-политического характера. Несмотря на то, что полноценные акты собора не сохранились до наших дней, известно что были актуализированы некоторые дисциплинарные постановления предыдущих соборов, которые созывались на западе, а также подтверждены постановления Латеранского собора 649 года (который созывался по инициативе папы Мартина I) о несостоятельности монофелитского вероучения.
При всём этом принятые на соборе решения не отправлялись в Константинополь вплоть до их подтверждения 125 латинскими епископами на одном из последних заседаний Латеранского собора, состоявшегося в марте 680 года, о чём свидетельствует письмо папы Агафона к императору Константину IV. В нём он приносит извинения за неторопливость Римской Церкви в принятии решения по вероучительным вопросам, обуславливая это трудностью участия всех западных епископов в соборных заседаниях.

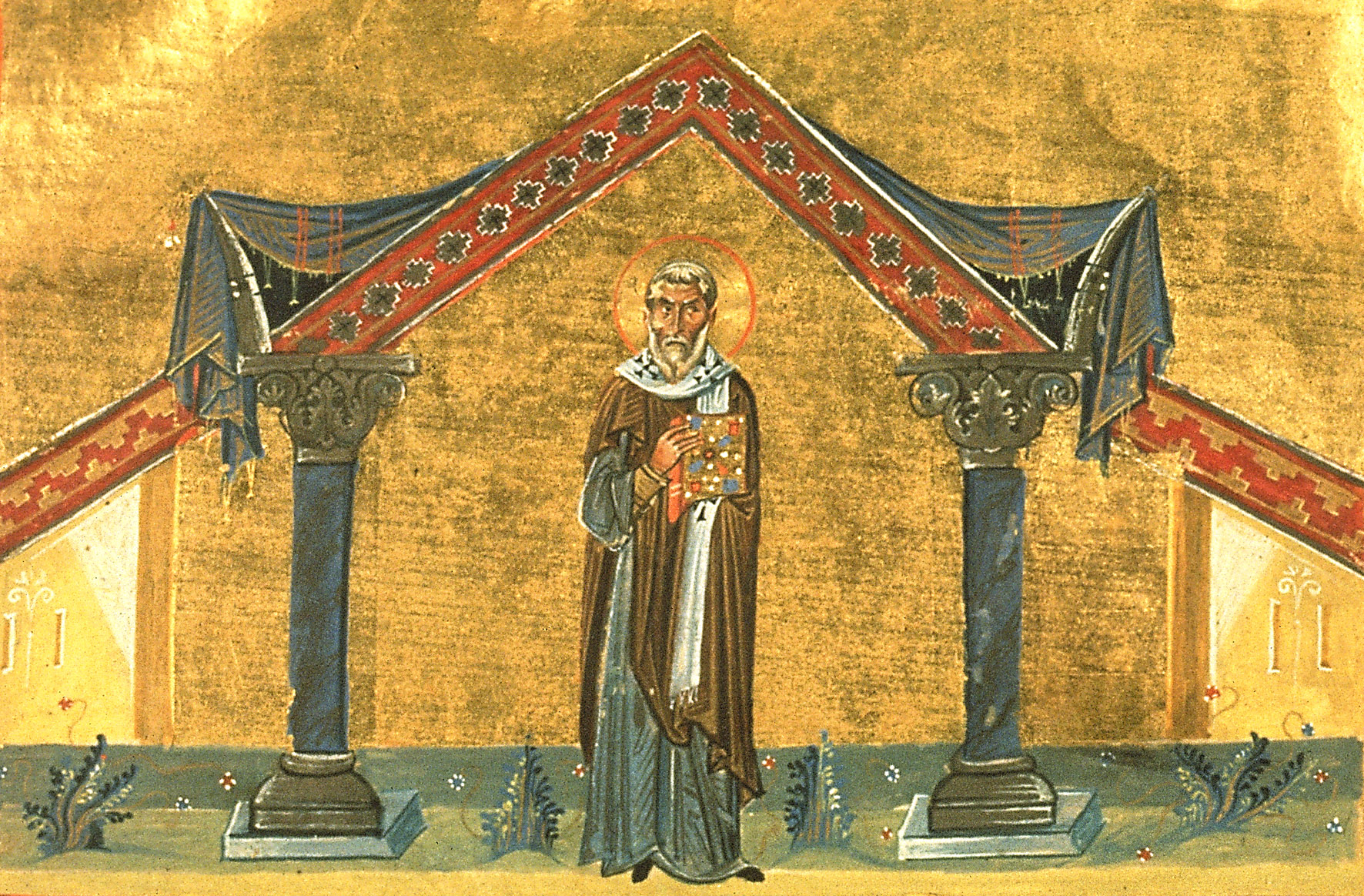
Миниатюра из Минология Василия II. Ватиканская библиотека, Рим.

После того, как Латеранский собор вынес своё окончательное решение о необходимости сохранения вероучения в антимонофелитском ключе, в сентябре 680 года папа Агафон отправил на VI Вселенский собор своих легатов: епископов Абунданция Патернского, Иоанна Регийского, Иоанн Портонского, а также пресвитеров Феодора и Георгия, дьякона Иоанна, иподьякона Константина и пресвитера Феодора, который представлял там Равеннскую Церковь. На соборе в Константинополе были зачитаны послания Агафона, в которых он излагал вероучение в ортодоксальном восточно-кафолическом ключе, тем самым отвергая монофелитство.

### Участие в жизни Британской Церкви
В октябре 679 года в Рим прибывает посланный архиепископом Феодором Кентерберийским монах Кёнвальд, с обличительными письмами против епископа Вильфрида Йоркского, низложенного королём Эгфритом Нортумбрским, при поддержке самого Феодора, разделившего йоркскую кафедру на три части, поставив туда новых епископов. Этот вопрос был вынесен на первое заседание Латеранского собора 679 года, на котором присутствовало от 16 до 50 епископов. Из немногочисленных упоминаний о решении собора можно однозначно сказать, что на нём были приняты решения о восстановлении Вильфрида Йоркского в епископском достоинстве, для чего с соответствующими грамотами был отправлен аббат Иоанн Римский. В этих же грамотах особо отмечалась роль британских монастырей римского обряда в деле установления единообразия богослужебных традиций (что представляло собой одобрение Римом решений собора в Уитби, который состоялся в 664 году).

### Преодоление Римско-Равеннской схизмы (666—680 гг.)
В первой половине 680 года Агафону удаётся завершить схизму, возникшую между Римом и Равенной из-за дарования в 666 году императором Константом II архиепископу Мавру Равеннскому томоса об автокефалии от Римской Церкви, призвав на собор одного из его преемников — архиепископа Феодора. Весьма вероятно, что одним из условий прекращения схизмы между Римом и Равенной стало обязательство Агафона урегулировать конфликт, возникший между Феодором Равеннским и местным духовенством, которое восстало против него из-за его финансовых махинаций с церковной казной и спекуляций продовольствием во время бушевавшего в тот период голода.

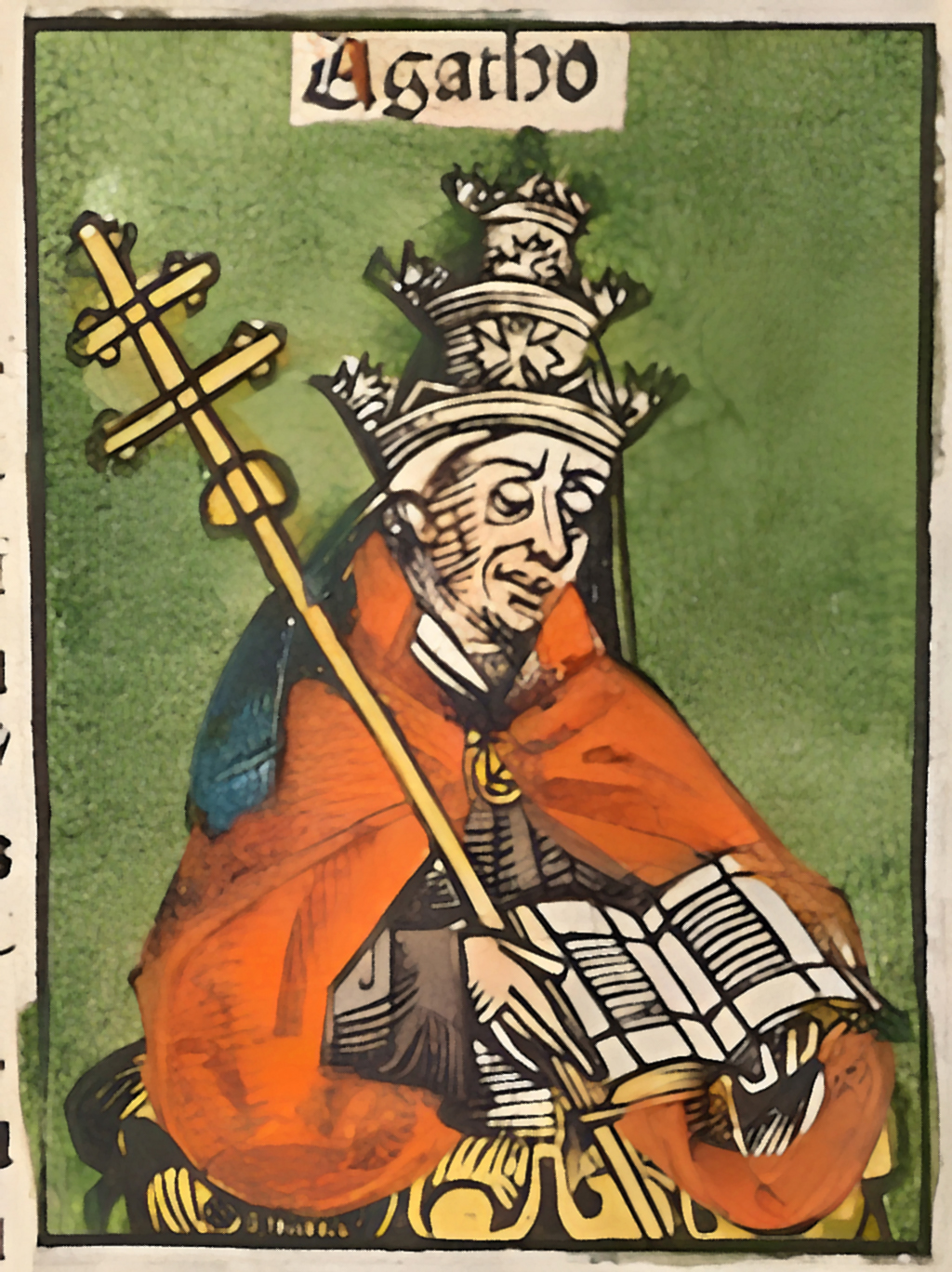
Изображение папы Агафона в Нюрнбергской хронике 1493 года.

В связи с тем, что от Равеннской Церкви на VI Вселенский собор был отправлен отдельный представитель (пресвитер Феодор), а также с учётом того факта, что архиепископ Феодор сумел сохранить свою кафедру до самой смерти (691 г.), весьма вероятно, что между ним и папой Агафоном был достигнут компромисс о каноническом статусе Равенны, при котором она вновь подчинилась Риму, самостоятельно ликвидировав собственную автокефалию. Официально прекращение схизмы было оформлено в виде полноценных постановлений уже в период понтификата преемника Агафона — папы Льва II.

## Последние годы и вероятные причины смерти
Папа Агафон скончался 10 января 681 года. Существует несколько версий о том, что могло стать причиной его смерти.
По одной из них, он мог преставиться в связи с достижением преклонного возраста. Ввиду существования как минимум нескольких точек зрения на возможную датировку его рождения, говорить о достоверности или ложности этого варианта не представляется возможным.
По другой версии, в 681 году в Риме произошла вспышка чумы, которая также могла стать прямой или косвенной причиной смерти Агафона. Упоминания об этой версии существуют в некоторых вариациях его жизнеописания, однако лишь в качестве предположения.
Существует латинское надгробное слово (эпитафия) папе Агафону Римскому, которое опубликовано в сборнике жизнеописаний латинских святых «Acta Sanctorum», с ссылкой на труд Чезаре Баронио «Церковные анналы» (Annales Ecclesiastici):
| Латинский оригинал                               | Русский перевод                                                      |
| Pontificalis apex virtutum pondere fultus,       | Венец первосвященнический скрепив добродетелью,                      |
| Ut jubaris radiat, personat ut tonitrus.         | Ты воссиял как светило, громогласно воззвав,                         |
| Quae modo hoc peragit doctrinae fomes et auctor, | Изложенному ныне учению был автором и инициатором,                   |
| Format enim gestis quod docet eloquiis.          | Задав основу нам всем, как слово красноречивое делом подкрепить.     |
| Dum simul aequiperat virtus et culmen honoris,   | Добродетелью же вознёсся до самой вершины,                           |
| Officium decorat moribus, arte gerit.            | Долг свой отеческий исполняя до смерти своей,                        |
| Praeditus his meritis Antistes summus Agatho     | Заслугами своими ты, великий первосвященник Агафон,                  |
| Sedis Apostolicae foedera firma tenet.           | Престол апостольский объединил, его крепко оберегая.                 |
| En pietas, en prisca fides: insignia Patrum      | Вот благочестие, вот вера Золотого века: знак отличия древних отцов, |
| Intemerata manent nisibus alme tuis.             | Который был усилиями рождён нетленным, через тебя до нас дойдя,      |
| Quis vero dinumeret morum documenta tuorum,      | Но кого же теперь считать примером благой кротости для нас,          |
| Formula virtutum dum tua vita foret?             | Когда ты, образец добродетельной нравственности, жизнь оставил?      |

## Почитание в лике святых
Папа Агафон канонизирован как в Римской Католической Церкви (день памяти —10 января по григорианскому календарю) так и в большинстве поместных Православных Церквей (20 февраля по григорианскому календарю, 5 марта по юлианскому). В латинской традиции за папой Агафоном закреплено наименование Thaumaturgus (чудотворец), что косвенно связано с версией о том, что во время возможной эпидемии чумы в Риме им был исцелён (в других версиях этой истории — воскрешён) человек, пострадавший от чумы. В православной традиции за ним закреплён чин святости преподобного, хотя ввиду того факта, что он занимал епископскую кафедру Рима и был прославлен в лике святых за свою деятельность на ней, в реальности он является святителем.